# 조등
조위 고황제 조등(曹魏 高皇帝 曹騰,  100년 ~ 159년)은 후한 말기의 환관으로, 자는 계흥이다. 위 무제 조조의 아버지인 조숭의 양아버지이다. 《삼국지》에 따르면, 조등은 전한 때 상국(相國)을 지낸 조참의 후예이고, 조등의 아버지는 조절이다. 그러나 《후한서》〈조등전〉에는 이와 관련된 기록이 없다는 것을 근거로, 조참후예설을 윤색으로 보는 견해가 있다. 〈원소전〉에 따르면, 조등은 탐욕스러워 재화를 긁어모았다고 한다.
중상시(中常侍)와 태감(太監), 대장추(大長秋)를 지냈으며, 후에는 비정후(費亭候)에 봉해졌다. 당시 환관과 외척이 세를 다투며 권력을 찬탈하여 행사하던 시기였는데, 조등도 이 대열에 들어가 상당한 권력을 얻었다. 그의 양자 조숭은 후일 위를 세우는 조조의 아버지가 된다. 이로 인하여 내시로서는 유일하게 중국의 황제 명단에 포함되는 영광을 누리게 된다.
한서를 편집한 반고(班固)는 조등(曹騰)은 후한(後漢)시절 중상시(中常侍)에 올랐으며 궁중의 실력자로서 큰 권한을 행사했다라고 말했다. 십상시에게 조등은 스승격 인물로 십상시 구성원들이 처음 환관이 되었을 때 그들이 환관이 되도록 교육을 시킨 장본인이 조등이며 환관의 양물을 담은 항아리에 직인을 찍어준 태감 역시 조등이었다. 때문에 십상시는 조등을 엄청나게 어려워했으며 훗날 조조가 건석의 숙부를 규정에 따라 곤장을 때려 사망하게 했음에도 십상시들은 조등의 의붓 손자인 조조를 함부로 건드리지 못했다.

## 인물 및 일화
- 사람을 회유하는 능력이 발군이였으므로, 조등의 반대파 사람들조차 조등을 존경했다.

## 같이 보기
- 삼국지 인물 목록